# Sonate voor piano (Chatsjatoerjan)
Sonate voor piano (Russisch: Соната для фортепиано, Sonata a dlya fortepiano) is  een compositie van Aram Chatsjatoerjan.
Chatsjatoerjan schreef gedurende zijn leven slechts één sonate voor piano solo. Hij droeg het werk op aan zijn leraar Nikolaj Mjaskovski, overleden in 1950. Het is tevens een van de weinig werken waarbij de componist teruggreep op volksmuziek uit zijn land Armenië en omliggende gebieden. Het werk, dat 25 tot 30 minuten in beslag neemt, bestaat uit drie delen, die in zichzelf tempowisselingen bevatten:
1. Allegro vivace (maatslag 144-152) – poco meno mosso (maatslag 132) – A tempo (maatslag 144-152)
2. Andante tranquillo (maatslag 84-88) – Allegro ma non troppo (maatslag 104)
3. Allegro assai (maatslag 88-92)- Peseante maestoso ma a tempo (maatslag 88-92) – prestissimo (maatslag 176)

De sonate beweegt zich rond de toonsoorten Es-majeur en C-majeur, de keus is opvallend voor het werk dat geschreven is ter nagedachtenis, meestal worden daarvoor mineurtoonsoorten gebruikt. Chatsjatoerjan gebruikt in het werk niet de zogenaamde sonatevorm, maar laat de muziek zichzelf ontwikkelen, aldus pianist Murray McLachlan bij zijn opname van de originele versie in 1992. Het middensegment van deel 1 bevat dan wel een passage in a-mineur. Het deel wordt door middel van het ritmegebruik bijeen gehouden. Deel 2 herbergt het “in memoriam” met melancholieke en klaaglijke lijnen; het midden segment is veelal opgebouwd uit dissonanten. Deel 3 gaat snel van start, neemt in het middensegment enigszins gas terug om vervolgens in het zeer snelle prestissimo te eindigen op het C-majeurakkoord (C-E-G-C). 
Wie het werk voor het eerst speelde is niet duidelijk. Sommigen meldden dat Emil Gilels het in 1961 al gespeeld heeft, andere weerspreken dat en geven alleen aan dat hij het werk wel gespeeld heeft, maar later. De officiële premièredatum wordt gehouden op 9 november 1962 door de pianist A. Kazakov in het Componistenhuis in Moskou. Daarna verdween het eigenlijk van het repertoire, voor de drukversie 1976-1978 kortte de componist. Het werk bleef dermate onbekend dat niet duidelijk is welke passages de componist schrapte. De opname van McLachlan op Olympia Compact Discs Ltd. meldt coupures in delen 2 en 3; Muziekuitgeverij Sikorski meldt in de delen 1 en 3. 